# 申惠丰
申 惠丰（しん へぼん、SHIN Hae Bong）は、日本の国際法学者。学位は博士（法学）。青山学院大学法学部法学科教授。
国際人権法学会、世界法学会の理事を務め、国際人権法学会事務局長を経て同第10期理事長。

## 経歴
1966年東京都出身。人権条約の実施にかかわる国際的・国内的法的諸問題や、国際人道法違反の被害者の救済をめぐる法的問題などを研究テーマとする。
国際人権法学会、世界法学会の理事を務める。国際人権法学会事務局長を経て同第10期理事長。
日本語のほか、英語・フランス語など数カ国語を話すマルチリンガルである。
2004年7月 - 2005年3月の間は、イラク国際戦犯民衆法廷の判事を務めた。
反差別国際運動理事（2013年6月時点）、特定非営利活動法人ヒューマンライツ・ナウ理事（2021年7月時点）等歴任。

## 学歴
- 青山学院大学法学部公法学科卒業[2]
- 東京大学大学院法学政治学研究科公法専攻修士課程修了[2]
- ジュネーブ国際高等研究所国際法専攻修士課程修了[2]
- 東京大学大学院法学政治学研究科公法専攻博士課程修了[2]

## 受賞
- 1986年 青山学院大学法学部学生懸賞論文首席入賞 「立法不作為と違憲審査」(青山学院大学法学部)
- 1999年 青山学院学術褒賞『人権条約上の国家の義務』（日本評論社）（学校法人青山学院）
- 2000年 安達峰一郎記念賞『人権条約上の国家の義務』（日本評論社）（安達峰一郎記念財団）

## 著書
- 『国際人権入門―現場から考える』岩波書店、2020年
- 『友だちを助けるための国際人権法入門』影書房、2020年
- 『国際人権法―国際基準のダイナミズムと国内法との協調【第2版】』信山社、2016年
- 『人権条約の現代的展開』 信山社、 2009年
- 「国際人権法」（渡部茂己編著、国際書院)「第３章　人権保障のための普遍的条約」「第５章　女性の権利―女性差別撤廃に向けて」 担当、2009年
- 『ヨーロッパ人権裁判所の判例』（戸波江二ほか編、信山社）「国家の義務の性格　結社の自由を侵害する労働組合強制を国内法で規制する国家の義務―クローズド・ショップ判決」「実効的救済手段を得る権利　合理的な期間内に裁判を受ける権利の侵害に対する実効的救済の保障―クドワ判決」、2008年
- 『戦後補償と国際人道法―個人の請求権をめぐって』(申惠丰,髙木喜孝,永野貫太郎編 共著）、明石書店 、2005年「国際人道法違反の被害者救済における法と正義―理論動向と展望―はしがきにかえて」「ハーグ陸戦条約3条と個人の損害賠償請求権」
- 『ニュージーランド先住民マオリの人権と文化』「第3章　国際人権保障とマオリ」明石書店、2000年
- 『人権条約上の国家の義務』  日本評論社、1999年
- 『解説　国際人権規約』(宮崎繁樹編)   、1996年